# Presidentieel paleis van Vietnam
Het presidentieel paleis van Vietnam (Vietnamees: Phủ Chủ tịch) staat in de hoofdstad Hanoi. Het is gebouwd tussen 1900 en 1906 volgens de Italiaanse renaissancestijl en ontworpen door Franse architect Auguste Henri Vildieu in opdracht van de Franse gouverneur Paul Doumer. Het gebouw huisvestte de gouverneurs van Indochina, tegenwoordig wordt het gebruikt voor officiële gelegenheden.
Het is niet toegestaan om het paleis binnen te gaan, maar men mag wel om het gebouw heen lopen.